# 巴拉基列沃
巴拉基列沃（羅馬化：Balakirevo）是俄罗斯弗拉基米尔州的市级镇，属亚历山德罗夫区，在区行政中心亚历山德罗夫市东北约15（9.3英里）处。
该地2021年人口有9,225人；2010年人口10,076；2002年人口9,141；1989年人口9,470。